# Репин (поезд)
«Ре́пин» — фирменный пассажирский поезд № 33/34 Октябрьской железной дороги РЖД, курсировавший по маршруту Ленинград (Санкт-Петербург) — Хельсинки с 1974 до конца 2010 года.

## Общая информация
Название поезд получил в честь русского художника Ильи Репина.
С 1 октября 2003 по 3 сентября 2006 года поезд отправлялся с Ладожского вокзала Санкт-Петербурга. В остальное время — с Финляндского.
По состоянию на 2008 год, курсировал ежедневно кроме 1 января от Финляндского через Выборг и Вайниккалу до Хельсинки и обратно. Время в пути в одном направлении около 6 часов. Стоимость проезда — от 50,8 евро 2-й класс, 89,1 евро 1-й класс. Существовала возможность приобретения абонемента. С 12 декабря 2010 года «Репин» заменён новым поездом «Аллегро». Фактически поезд ушел в историю 13 декабря 2010 года, в этот день он был заменен регулярными рейсами поезда «Аллегро».
С 2010 по 2014 год вагоны поезда обслуживали маршрут 005/006 Санкт-Петербург — Петрозаводск.